# شیخه (اندیمشک)
شیخه یک منطقهٔ مسکونی در ایران است که در دهستان مازو شهرستان اندیمشک واقع شده‌است.